# Doret Tigchelaar-van Oene
D.J. (Doret) Tigchelaar-van Oene (Hattem, 21 juni 1960) is een Nederlands politica en bestuurster. Sinds 17 juni 2019 is ze burgemeester van Wierden.

## Biografie
Tigchelaar-van Oene ging naar de middelbare tuinbouwschool en werkte vervolgens een aantal jaren bij een bloemist in Zwolle. Nadien had zij als zelfstandig ondernemer een winkel in meubels en interieur en een administratie- en pr-bureau.
Tigchelaar-van Oene was namens de VVD van 2006 tot 2014 en in 2018 gemeenteraadslid van Hattem, van 2006 tot 2014 als fractievoorzitter. Van 2014 tot 2018 was zij er wethouder van openbare werken, toerisme, sociale zaken, handhaving en economische zaken en derde locoburgemeester. Tot haar benoeming als burgemeester van Wierden was zij ook mede-eigenaar van een evenementenbureau en partner en bestuurderscoach van een adviesbureau.
Tigchelaar-van Oene werd op 23 april 2019 door de gemeenteraad van Wierden voorgedragen als nieuwe burgemeester. Op 24 mei 2019 werd zij benoemd en de benoeming ging in op 17 juni 2019. Op die datum is zij ook geïnstalleerd. Ze werd niet beschikbaar voor een tweede termijn als burgemeester van Wierden en stopt derhalve per 17 juni 2025.
Tigchelaar-van Oene is getrouwd. In augustus 2024 heeft zij haar lidmaatschap van de VVD opgezegd.